# Søren Skou
Søren Skou (født  20. august 1964) var adm. direktør  for A.P. Møller Mærsk A/S fra 1.  juli 2016 og stoppede d. 31. December 2022, hvor han gik på pension og Vincent Clerc overtog posten i Mærsk fra d. 1. Januar 2023. Samt adm. direktør for Transport & Logistics divisionen siden oktober 2016 . 
Den 16. januar 2012 tiltrådte han jobbet som adm. direktør for Maersk Line. Her tog han over fra Eivind Kolding, der startede som ny chef for Danske Bank.
Søren Skou blev ansat i A.P. Møller i 1983. Mellem 1983 og 2001 arbejdede han i forskellige funktioner i Maersk Line i kontorer i Danmark, USA og Kina. I 1998 skiftede han til Maersk Tankers, og i 2001 blev han udnævnt som adm. direktør for virksomheden.